# Łęka Mała (gromada)
Łęka Mała – dawna gromada, czyli najmniejsza jednostka podziału terytorialnego Polskiej Rzeczypospolitej Ludowej w latach 1954–1972.
Gromady, z gromadzkimi radami narodowymi (GRN) jako organami władzy najniższego stopnia na wsi, funkcjonowały od reformy reorganizującej administrację wiejską przeprowadzonej jesienią 1954 do momentu ich zniesienia z dniem 1 stycznia 1973, tym samym wypierając organizację gminną w latach 1954–1972.
Gromadę Łęka Mała z siedzibą GRN w Łęce Małej utworzono – jako jedną z 8759 gromad na obszarze Polski – w powiecie gostyńskim w woj. poznańskim, na mocy uchwały nr 20/54 WRN w Poznaniu z dnia 5 października 1954. W skład jednostki weszły obszary dotychczasowych gromad Bączylas, Czarkowo (bez niektórych parceli według planów PGR Dzewce i karty 1 obrębu Czarkowo), Łęka Mała, Łęka Wielka, Rokosowo i Żytowiecko oraz miejscowości Grodzisko i Maciejewo z dotychczasowej gromady Grodzisko ze zniesionej gminy Poniec w tymże powiecie. Dla gromady ustalono 26 członków gromadzkiej rady narodowej.
4 lipca 1968 gromadę zniesiono, a jej obszar włączono do gromady Poniec w tymże powiecie.